# Isakowo (rejon łokniański, w pobliżu wsi Rykajłowo)
Isakowo (ros. Исаково) – wieś (ros. деревня, trb. dieriewnia) w zachodniej Rosji, w wołoscie Michajłowskaja (osiedle wiejskie) rejonu łokniańskiego w obwodzie pskowskim.

## Geografia
Miejscowość położona jest nad jeziorem Wołczje, 4,5 km od dieriewni Rykajłowo, 14 km od centrum administracyjnego osiedla wiejskiego (Michajłow Pogost), 23 km od centrum administracyjnego rejonu (Łoknia), 148 km od stolicy obwodu (Psków).
W granicach miejscowości znajduje się ulica Dalnaja (7 posesji).

## Demografia
W 2010 r. miejscowość zamieszkiwały 22 osoby.